# Paweł Reszka
Paweł Reszka (ur. 2 maja 1969 w Choszcznie) – polski dziennikarz, korespondent „Rzeczpospolitej” w Moskwie w latach 2003–2006, od 2006 do 2009 szef działu śledczego „Dziennika”. W latach 2013–2017 członek redakcji „Tygodnika Powszechnego”. Od stycznia 2017 dziennikarz „Newsweek Polska”. W lutym 2019 przeszedł do tygodnika „Polityka”, gdzie został szefem działu krajowego. Był między innymi na wojnie w Gruzji i na Ukrainie.

## Nagrody i wyróżnienia
- wyróżnienie za reportaże i teksty śledcze przez miesięcznik „Press”
- Nagroda im. Dariusza Fikusa za 2005 rok[5]
- w 2008: Nagroda MediaTory w kategorii ProwokaTOR (wspólnie z Michałem Majewskim)[6]
- w 2010: Nagrodą im. A. Woyciechowskiego za cykl artykułów na temat katastrofy smoleńskiej (wspólnie z Michałem Majewskim)[7]
- w 2016: Nagroda MediaTory w kategorii ProwokaTOR[8]
- w 2018: wyróżnienie honorowe jury Nagrody Radia ZET im. Andrzeja Woyciechowskiego za książkę Mali bogowie 2[9]
- w 2019: Nagroda Specjalna Radia ZET im. Andrzeja Woyciechowskiego „Dziennikarz Dekady” (wspólnie z Bianką Mikołajewską i Adamem Pieczyńskim)[10][11][12]
- w 2022: Nagroda Radia ZET im. Andrzeja Woyciechowskiego za cykl reportaży z ogarniętej wojną Ukrainy[13]

## Publikacje
- Miejsce po imperium, Warszawa: Świat Książki – Bertelsmann Media 2007.
- (współautor: Michał Majewski) Daleko od Wawelu, Warszawa: Wydawnictwo Czerwone i Czarne 2010.
- (współautor: Michał Majewski) Daleko od miłości, Warszawa: Wydawnictwo Czerwone i Czarne 2011.
- Chciwość. Jak nas oszukują wielkie firmy, Warszawa: Wydawnictwo Czerwone i Czarne 2016.
- Mali bogowie. O znieczulicy polskich lekarzy, Warszawa: Wydawnictwo Czerwone i Czarne 2017.
- Mali bogowie 2. Jak umierają Polacy, Warszawa: Wydawnictwo Czerwone i Czarne 2018.
- Czarni, Warszawa: Wydawnictwo Czerwone i Czarne 2019.
- Stolik z widokiem na Kreml, Warszawa: Wydawnictwo Wielka Litera 2024.